# Казе Толонет (Тревизо)
Казе Толонет је насеље у Италији у округу Тревизо, региону Венето.
Према процени из 2011. у насељу је живело 71 становника. Насеље се налази на надморској висини од 81 м.